# 弘前龍
弘前 龍（ひろさき りゅう）は、日本のライトノベル作家。

## 経歴
小学生の頃は漫画家に憧れていたが、絵を描くのが苦手で、絵を描く作業に楽しみを強く感じていなかったことから漫画家になる夢を断念した。物語を創作するのは好きだったため、高校生時代には文学部（文芸部）に所属し、純文学を志していた。当時19歳の綿矢りさが『蹴りたい背中』で芥川賞を受賞したことを受けて『蹴りたい背中』を読んだときに、その中に描かれている繊細な心理描写に圧倒され、芥川賞を受賞するのは困難そうだと考え始めた。掲示板でショートストーリー（SS）を投稿していた時期に、ショートストーリー用のネタとして「母親が若返る」という設定を思いついたことから、『俺のかーちゃんが17歳になった』を執筆した。第19回電撃小説大賞では作品『俺のかーちゃんが17歳になった』が最終選考作品に残り、後に同作でデビューした。好きな漫画として『咲-Saki-』を挙げている。また、好きなゲームとしては『SimCity』と『牧場物語』を挙げている。

## 作品リスト

### 小説
- 『俺のかーちゃんが17歳になった』シリーズ（電撃文庫、イラスト：パセリ、全2巻）
- 『17番目のヒッグス 異次元世界の若き王』（電撃文庫、イラスト：柚希きひろ、全1巻）
- 『聖剣士VSブラック企業 ラノベ作家、社畜エルフを救う!?』（電撃文庫、イラスト：100円ロッカー、全1巻）
- 『リア充にもオタクにもなれない俺の青春』シリーズ（電撃文庫、イラスト：冬馬来彩、全2巻）